# Вільям Марлоу
Вільям Марлоу (англ. William Marlow; 1740 — 14 січня 1813) — англійський пейзажист.

## Біографія
Марлоу народився в Саутерку в Лондоні, і 5 років навчався на мариніста у Самуеля Скотта, а також в лондонській St. Martin's Lane Academy.

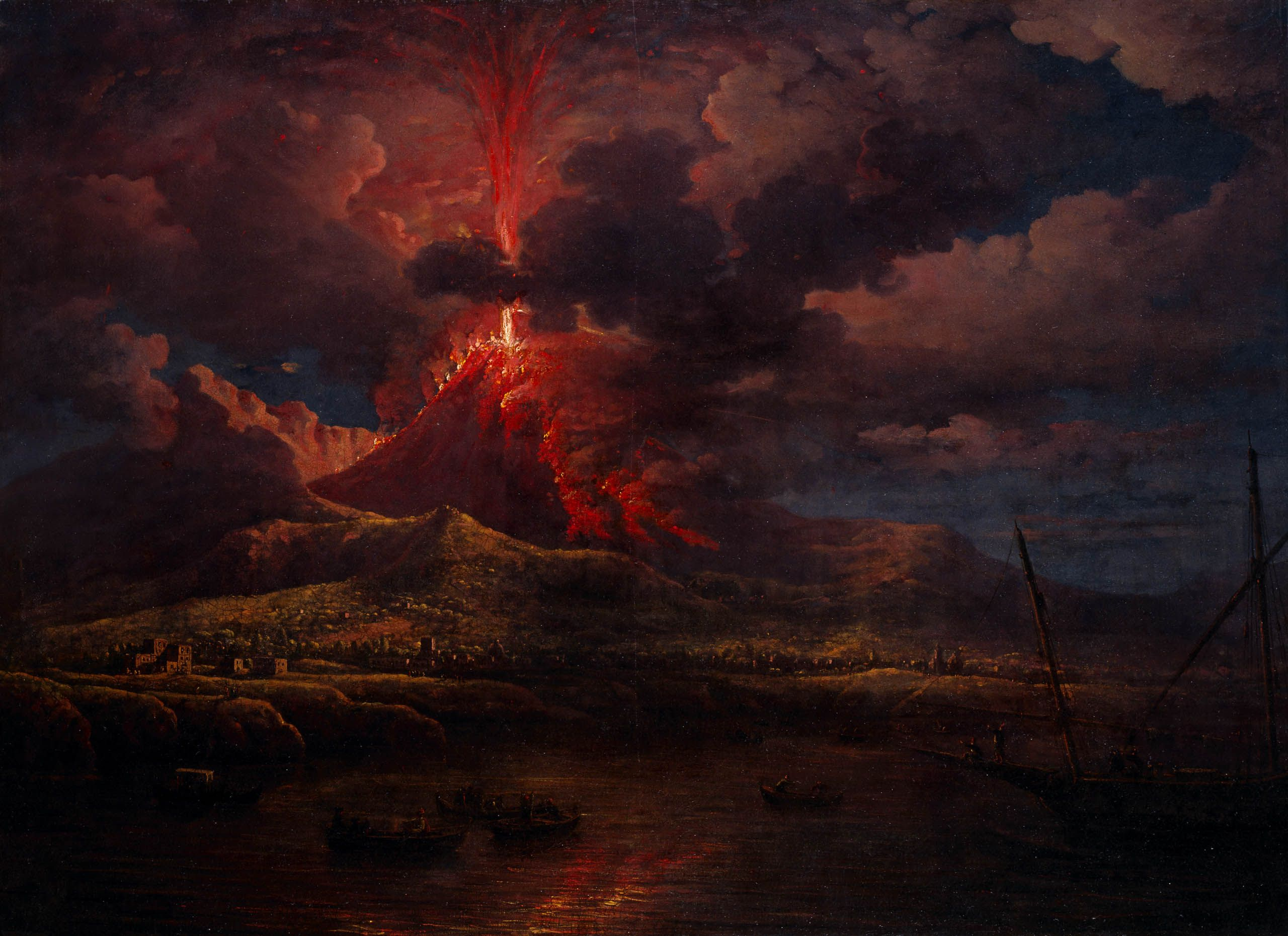
Нічне виверження Везувію (1768)

Став членом Об'єднаного товариства художників і з 1762 по 1764 роки брав участь у виставках товариства в Спрінг-Гарденс. Йому замовляли зображення заміських будинків.
З 1765 по 1768 роки Марлоу, за порадою герцогині Нортумберлендської, подорожував Францією та Італією. Після повернення до Великої Британії він оселився на Лестер-сквер у Лондоні, відновив свою участь в Товаристві художників, членом якого став у 1771 році.
У 1788 році Марлоу перебрався в Твікенем, став виставлятися в Королівській академії: регулярно надсилав свої роботи аж до 1796 року; а потім, після перерви, і в 1807 році, коли він надіслав картину «Твікенемський паром при місячному світлі» (англ. Twickenham Ferry by Moonlight).
Помер Марлоу в Твікенемі 14 січня 1813 року.

## Робота

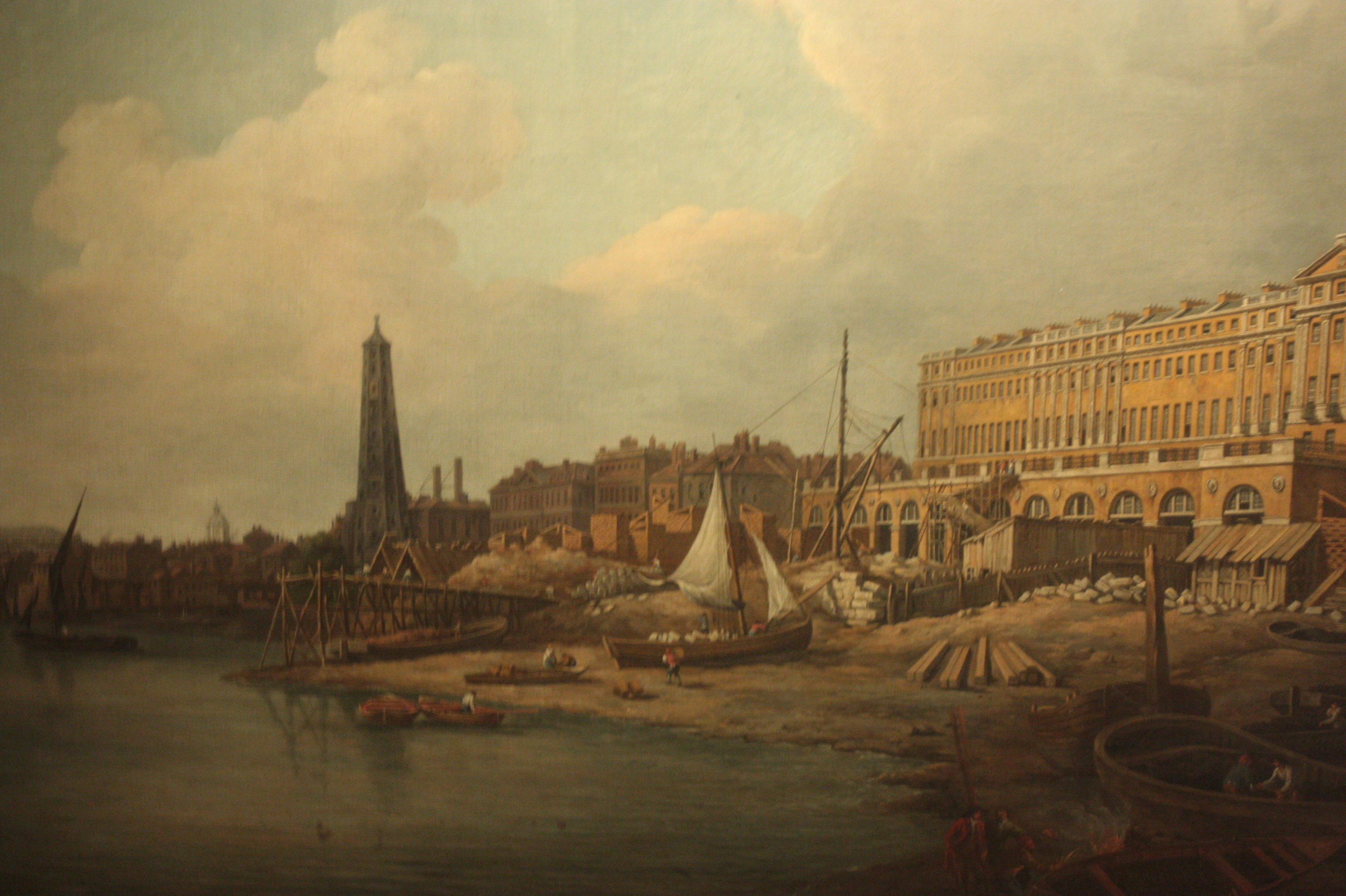
Вестмінстерська набережна (1771)

Марлоу працював олією й аквареллю, малював морські сцени й пейзажі; на нього впливала творчість Річарда Вілсона й Каналетто. За відгуками критиків, «його картини витончені, але позбавлені особливої сили, і його володіння аквареллю не просунулося далі тонування», «його акварелі за манерою виконання є досить слабкими, але його види Темзи правдоподібні й ніжні». Він зображував в основному британські сільські сцени, але також намалював кілька картин за своїми італійськими замальовками, і деякі з останніх витравив, як і деякі види Темзи. Були зроблені гравюри за його видами мостів у Вестмінстері і Блекфрайарсі.
Марлоу виставляв усього 152 роботи: 125 — у Товаристві художників, 2 — у Вільному товаристві художників, і 25 — в Королівській академії.
Багато з робіт Марлоу знаходяться в Державному художньому зібранні й у Галереї Тейт, деякі — в регіональних британських галереях, наприклад, у Художній галереї Дербі.